# Roland Sicard
Pour les articles homonymes, voir Sicard.
Roland Sicard est un journaliste français né en 1960 à Paris. Ancien présentateur de l'émission Les Quatre Vérités sur France 2, il est chef du service politique de cette chaîne de 1997 à 2000 et rédacteur en chef de Télématin de 2001 à 2012 .  
Aux Quatre Vérités, il succède à Françoise Laborde et reçoit chaque matin un invité en rapport avec l'actualité. Aujourd'hui, il est coordinateur des voyages officiels pour France Télévisions.

## Biographie

### Formation
Fils d'un père agent de change et d'une mère professeur d'anglais, Roland Sicard fait ses études secondaires au lycée Henri-IV. En 1977, il est distingué par le titre de lauréat du concours général en géographie. Titulaire d'un baccalauréat A, il obtient une maîtrise d'histoire à La Sorbonne sous la direction de Pierre Chaunu en 1982. Son mémoire de maîtrise est publié en 1987 aux éditions du CNRS dans la collection « Paroisses et communes de France ».
Il entre à Sciences Po Paris en 1982, section Politique économique et sociale. Il en sort diplômé en 1984 avec la distinction de lauréat. Parallèlement, il intègre le Centre de formation des journalistes de Paris. Il en sort diplômé en 1985.

### Carrière
Roland Sicard entre à Antenne 2 en juillet 1985, au service des informations générales dirigé par Marcel Trillat. Il a notamment couvert la prise d'otages du Palais de justice de Nantes et le naufrage du Herald Of Free Enterprise en Belgique. Repéré par Paul Amar, il intègre le service politique de la chaîne en 1988. La même année, il couvre la campagne présidentielle de Raymond Barre. Chargé ensuite  de la couverture de Matignon, il suit notamment Michel Rocard, Édith Cresson et Pierre Bérégovoy dont il couvre les obsèques quelques années plus tard, en 1993. 
En 1991, il est envoyé spécial en Arabie saoudite et en Irak pour couvrir la première guerre du Golfe.  
En 2001, il est nommé rédacteur en chef de Télématin par Olivier Mazerolle.  
En 2002, il devient titulaire de la présentation des entretiens politiques du matin dans Les Quatre Vérités, en alternance avec Françoise Laborde jusqu'en 2008 puis seul titulaire jusqu'en 2016. Il couvre les campagnes présidentielles de 2007 et de 2012, pour lesquelles il reçoit notamment Ségolène Royal, Nicolas Sarkozy et François Hollande.
Roland Sicard est coordinateur des voyages officiels pour France Télévisions depuis août 2016.

### Professorat
Roland Sicard a enseigné le journalisme au CFPJ (1991 et 2014), à l'ESJ Paris (1993-1995), à l'école de journalisme de Sciences Po Paris (2007-2012), à l'Institut pratique du journalisme (2007). Il a également enseigné à l'Institut catholique de Paris (2013-2016).

## Publications
- Dictionnaire d'histoire administrative et démographique : le Vaucluse, collection « Paroisses et communes de France », éditions du CNRS, 1987.
- Leurs 4 Vérités, éditions Albin Michel, 2014.